# Trineo cohete

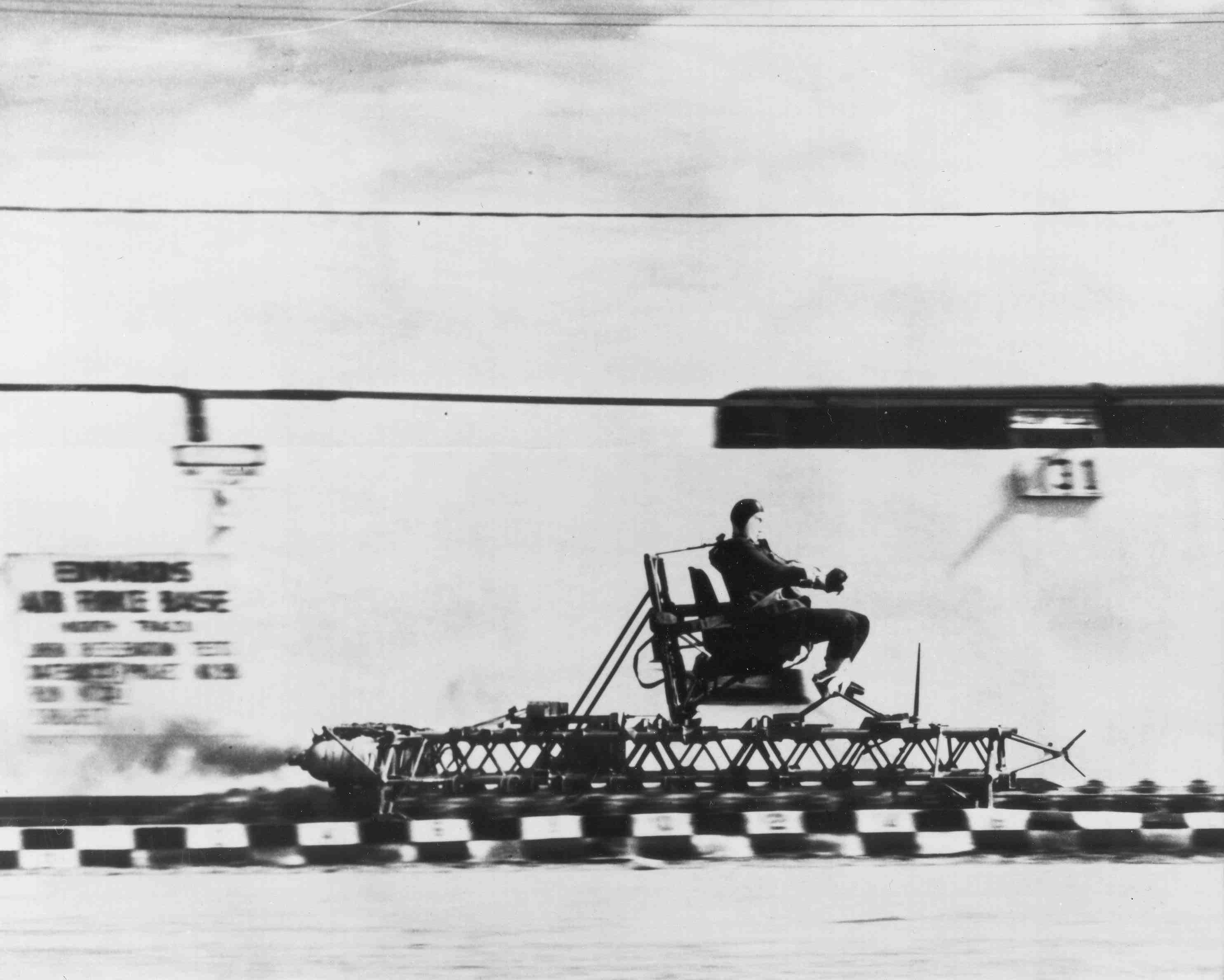
Teniente Col. John P. Stapp da un paseo en un trineo cohete en la Edwards Air Force Base

Un Trineo cohete es una plataforma de pruebas que se desliza a lo largo de un conjunto de rieles, impulsado por cohetes.
Como su nombre lo indica, un trineo cohete no utiliza ruedas. En su lugar, tiene almohadillas deslizantes, llamados "zapatillas", que se curvan alrededor de la cabeza de los rieles para evitar que el trineo vuele fuera de la pista
El perfil de sección transversal del carril es de un riel vignole, usado comúnmente para ferrocarriles.
Un trineo cohete tiene el récord de velocidad en tierra para un vehículo, en  Mach 8,5.